# Brettnach
Brettnach település Franciaországban, Moselle megyében. Lakosainak száma 430 fő (2022. január 1.). Brettnach Alzing, Téterchen, Oberdorff, Tromborn, Valmunster, Vaudreching és Velving községekkel határos.

## Népesség
A település népességének változása:
| Lakosok száma | 396  | 379  | 362  | 462  | 459  | 451  | 441  | 430  | 425  | 430  |
|               | 1968 | 1990 | 1999 | 2011 | 2013 | 2016 | 2017 | 2019 | 2020 | 2022 |